# Chiesa dei Santi Nazario e Celso (Airolo)
La chiesa parrocchiale dei Santi Nazario e Celso è un edificio religioso che si trova ad Airolo, in Canton Ticino.

## Storia
La struttura viene citata per la prima volta in documenti storici risalenti al 1224. Gli scavi archeologici hanno mostrato però che la storia della costruzione è molto più antica: un primo edificio di culto venne costruito nel VII secolo per inglobare una tomba privilegiata del V - VI secolo; dopo essere stata sottoposta a diversi rimaneggiamenti ed ampliamenti nel corso dei secoli successivi, a metà del XII secolo la chiesa venne demolita e ricostruita in stile romanico, con dimensioni più imponenti e dotata di un coro semicircolare e di una cripta.
Nel 1331 la chiesa venne danneggiata da un incendio; nel XV secolo la navata venne estesa in direzione nord. Nel XVII secolo venne costruito un nuovo coro e venne aggiunta una cappella laterale. Nel 1736 la navata fu nuovamente ampliata in direzione ovest. Nel 1877 la chiesa venne distrutta da un nuovo incendio, ma già negli immediatamente successivi venne ricostruita. Nel 1931 la facciata venne decorata dal pittore Tita Pozzi. L'unica parte romanica conservatasi della struttura originale è il campanile, dell'XI secolo.

## Descrizione
La chiesa ha una pianta a tre navate con 4 campate, sovrastate da una volta a crociera. L'interno è decorato con diversi affreschi realizzati nel XX secolo.
Sulla cantoria in controfacciata, si trova l'organo a canne della chiesa, costruito dalla ditta organara italiana Dell'Orto & Lanzini nel 1997 utilizzando il materiale e la cassa dello strumento precedente. A trasmissione mista (meccanica per i manuali e il pedale, elettro-pneumatica per i registri e le combinazioni), ha due tastiere di 61 note ciascuna ed una pedaliera di 27.